# Terminal Reality
Terminal Reality — частная компания, которая специализируется на разработке компьютерных игр. Основана в 1994 году бывшим разработчиком из Microsoft Марком Рэнделом (англ. Mark Randel) и бывшим генеральным управляющим компании Mallard Software Брэттом Комбсом (англ. Brett Combs). Первоначально офис компании размещался в городе Даллас, однако затем компания переехала в Льюисвилл, штат Техас, США.
Наиболее известные вышедшие игры компании — Terminal Velocity (1995), Nocturne (1999), BloodRayne (2002), BloodRayne 2 (2004) и Ghostbusters: The Video Game (2009). Также компанией было разработано несколько игровых движков, один из которых — Infernal Engine — был доступен для лицензирования другим фирмам.
12 декабря 2013 года стало известно, что компания, вероятно, прекратила своё существование — об этом сообщил бывший сотрудник, Джесси Сосса (англ. Jesse Sosa), на своей странице в Facebook. Тем не менее официальной информации о прекращении деятельности не поступало.

## Разработанные игры
| Год  | Название                                         | Платформы                             |
| ---- | ------------------------------------------------ | ------------------------------------- |
| 1995 | Terminal Velocity                                | DOS, macOS, Windows, Android, iOS     |
| 1995 | Fury3                                            | Windows                               |
| 1996 | Hellbender                                       | Windows                               |
| 1996 | Monster Truck Madness                            | Windows                               |
| 1997 | CART Precision Racing                            | Windows                               |
| 1998 | Monster Truck Madness 2                          | Windows, N64                          |
| 1999 | Fly!                                             | macOS, Windows                        |
| 1999 | Nocturne                                         | Windows                               |
| 2000 | Fly! 2K                                          | Windows                               |
| 2000 | 4x4 Evolution                                    | Dreamcast, PS2, macOS, Windows        |
| 2000 | Blair Witch Volume I: Rustin Parr                | Windows                               |
| 2001 | 4x4 EVO 2                                        | Xbox, PS2, NGameCube, macOS, Windows  |
| 2001 | Fly! II                                          | macOS, Windows                        |
| 2002 | BloodRayne                                       | Xbox, PS2, NGameCube, macOS, Windows  |
| 2003 | Roadkill                                         | Xbox, PS2, NGameCube                  |
| 2003 | BlowOut                                          | Xbox, PS2, NGameCube, Windows         |
| 2004 | BloodRayne 2                                     | Xbox, PS2, Windows                    |
| 2005 | Æon Flux                                         | Xbox, PS2                             |
| 2006 | Metal Slug Anthology                             | PSP, PS2, macOS, Windows, Wii         |
| 2006 | SpyHunter: Nowhere to Run                        | Xbox, PS2, Windows                    |
| 2008 | SNK Arcade Classics Vol. 1                       | PSP, PS2, Wii                         |
| 2008 | The King of Fighters Collection: The Orochi Saga | PSP, PS3, PS4, Wii                    |
| 2008 | Samurai Shodown Anthology                        | PSP, PS2, Wii                         |
| 2009 | Ghostbusters: The Video Game                     | X360, PSP, PS3, PS4, NDS, Windows Wii |
| 2010 | Def Jam Rapstar                                  | X360, PS3, Wii                        |
| 2012 | Kinect Star Wars                                 | X360                                  |
| 2013 | The Walking Dead: Survival Instinct              | X360, PS3, Windows, WiiU              |

### Отменённые игры
- Demonik (отмененный экшен для Xbox 360, бывший в разработке с 2005 по 2006 год; кадры из игры появились в фильме «Мальчик на троих», англ. Grandma's Boy)[6][7]
- Sundown (совместно разрабатывалась с Гильермо Дель Торо)
- Monster Truck Madness 3 (анонса проекта не было, но работа велась)

## Игровые движки
Компанией Terminal Reality было разработано несколько игровых движков: Nocturne engine (ранее назывался Demon engine; был задействован в игре Nocturne, применялся в нескольких играх сторонних компаний, в том числе во всех эпизодах The Blair Witch Project), движок игры Monster Truck Madness (название неизвестно); Photex engine (основанный на движке, который использовался в Monster Truck Madness; применялся в нескольких собственных играх), EVO engine (использовался в 4x4 Evolution и 4x4 EVO 2), KAGE engine (позднее был частично издан под «открытой» лицензией) и последний движок — Infernal Engine, который использовался в наибольшем количестве игр компании и какое-то время предлагался для лицензирования сторонним студиям.